# Nic do stracenia (album)
Nic Do Stracenia – album polskiej grupy muzycznej CF98. Wydawnictwo ukazało się w 2010 roku nakładem wytwórni Antena Krzyku. Jest to pierwsza polskojęzyczna płyta tej grupy. W Polsce album Nic Do Stracenia został udostępniony do sprzedaży 12 kwietnia 2010 roku poprzez dystrybucję Rockers Publishing. Utwór Johnny Cash, znajdujący się na  tym albumie, dotarł do 2. miejsca listy przebojów Radia SAR. Nic do stracenia to najbardziej różnorodna pod względem muzycznym płyta formacji CF98. Album został zarejestrowany w studiu Perlazza w Opalenicy na przełomie czerwca i lipca 2009 roku przez Przemysła Wejmana.

## Lista utworów
| 1.  | "Jutrzejszy Dzień"    | 00:38 |
|     |                       |       |
| 2.  | "Razem Znaczy Więcej" | 02:13 |
|     |                       |       |
| 3.  | "Grubymi Nićmi Szyty" | 03:02 |
|     |                       |       |
| 4.  | "Nic Do Stracenia"    | 03:12 |
|     |                       |       |
| 5.  | "Chmury"              | 03:10 |
|     |                       |       |
| 6.  | "Efekt 'Halo'"        | 02:46 |
|     |                       |       |
| 7.  | "Johnny Cash"         | 03:07 |
|     |                       |       |
| 8.  | "Pod Wodą"            | 02:47 |
|     |                       |       |
| 9.  | "OK"                  | 02:53 |
|     |                       |       |
| 10. | "Tyłem Do Przodu"     | 02:34 |
|     |                       |       |
| 11. | "Walka Królestw"      | 02:42 |
|     |                       |       |
| 12. | "Korytarz"            | 02:51 |
|     |                       |       |
| 13. | "Dziesiąta Planeta"   | 03:05 |
|     |                       |       |
|     |                       | 35:00 |
|     |                       |       |

## Single
1. "Walka Królestw" - 02:42
2. "OK" - 02:53
3. "Johnny Cash" - 03:07

## Twórcy
- Krzysztof Kościelski - gitara basowa, backing wokal
- Aleksander Domagalski - gitara, backing wokal
- Karol Grela - gitara, backing wokal
- Michał Stabrawa - perkusja
- Karolina Duszkiewicz - śpiew, instrumenty klawiszowe

## Realizacja
- Przemysław Wejmann - mix (studio Perlazza)
- Jacek Miłaszewski - mastering (Chimp Studio)